# Кенії

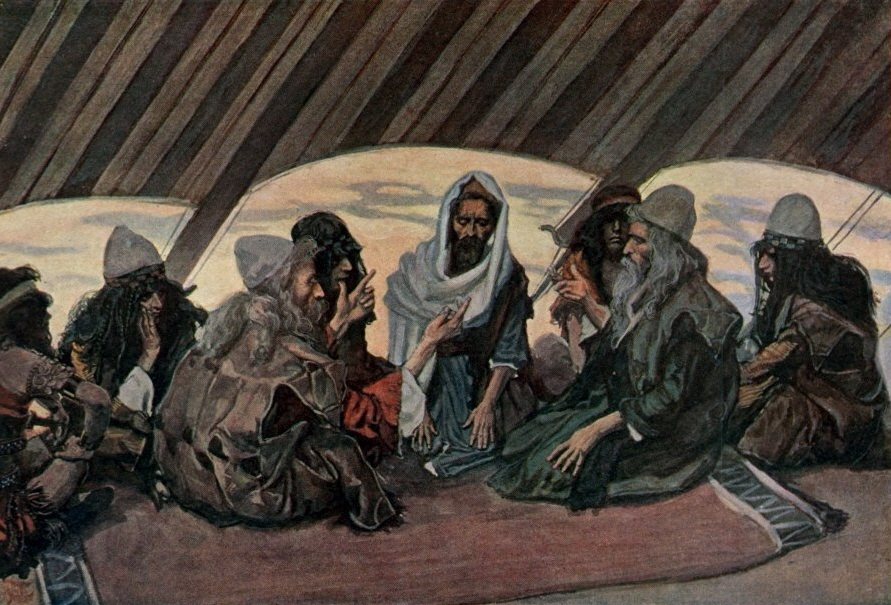
Їтро та Мойсей

Кенії (івр. קינים) — древній кочовий народ, що жив на півдні Ханаану, згаданий кілька разів з в Біблії.
Вперше згадується в Книзі Буття (Бт. 15:19) як один із народів, що населяють землю, обіцяну Аврааму. Їх початкове місце перебування знаходилося на Синаї. Ім'я народу походить від імені Каїна (Чис. 21:22) і кореня, що означає ковальство, що у свою чергу призводить до припущення, що кенії були задіяні в цій професії. Згідно з Книгою суддів (Сд 1:16), Їтро, тесть Мойсея, був кенієм, хоча в Книзі Виходу він був описаний як мідіянин. На підставі цього уривку кенії визначені як одне з племен мідіянітів.
Кенії брали участь у подорожі євреїв до Обітованої землі, їх табір згадував віщун Валаам (Числа 24, 21-22). Після прибуття у Ханаан вони оселилися на території південної Юдеї, недалеко від міста Арад у пустелі Негев (Суд. 1:16). Пізніше деякі з них мігрували на північ до Галілеї (Суд. 4:11). Кенії мали дружні стосунки з ізраїльтянами; Яїл, дружина кеніянина Хевера, вбила Сісеру, що ховався в її наметі (Суд. 5: 24-26). Під час війни з амалекітянами Саул попередив кеніїв щоби ті залишити свої домівки відділилися від амалекитян та врятувалися від смерті (1 Сам 15,6). Пізніше Давид поділився з ними здобиччю війни (1Сам 30:29). Пасаж з 1- ї Книги хроніки (1Хр. 2:55) свідчить, що в пізніші часи нащадки кеніїв жили серед народу Ізраїлю
На підставі згадування про походження Їтро в Сд. 1:16 та його представлення в Книзі Виходу як послідовника Ягве, деякі вчені припускають у Гіпотезі кеніїв, що ягвізм спочатку був релігією кеніїв, пізніше запозиченою євреями.